# Ripiglino
Il termine ripiglino può riferirsi a due storici giochi, ormai rari: il gioco della matassa e quello dei noccioli.

## Il gioco della matassa
Il ripiglino viene giocato da due (o anche più) persone usando le mani e una cordicella. Consiste nel formare figure intrecciando a turno la cordicella intorno alle proprie dita.
Ciascuno dei partecipanti "ripiglia" la cordicella dalle mani del precedente con mosse definite, ottenendo un nuovo intreccio. Certe figure hanno un nome conosciuto (culla, materasso o graticola, candele…). In genere, si inizia dalla culla.

## Il gioco dei noccioli
Nel periodo risorgimentale, il ripiglino era un gioco di gruppo in cui il giocatore di turno tirava in aria noccioli (ma anche sassolini o monete) cercando di riprenderli con il dorso della mano. Ad ogni errore il turno passava al giocatore successivo. Se invece si prendeva un nocciolo, lo si doveva rilanciare per aria cercando di raccogliere quanti più noccioli a terra prima di riprendere quello lanciato, secondo la regola della mano e senza fare errori. Il gioco si concludeva quando a terra non vi era più alcun nocciolo.
Esisteva un'ulteriore regola per cui, giunti al terzo tentativo senza commettere errori, si diceva "fare sbrescia" se si riuscivano a prendere, in un sol colpo, tutti i noccioli cascati al tentativo precedente. Per questo il gioco era detto anche sbrescia.
Noto nell'Italia risorgimentale col nome di ripiglino, il gioco aveva origini antiche, infatti grazie alle testimonianze di Giulio Polluce, un gioco molto simile era praticato già nell'antica Grecia con un numero determinato di cinque sassolini o aliossi e per questo chiamato πεντάλιθα, pentálitha (dal greco πέντε, pénte cinque, e λίθος, líthos pietra).

## Il ripiglino nella cultura di massa
Nobita Nobi, protagonista del manga e anime Doraemon, è un abile giocatore di ripiglino; in linea con il suo personaggio viene deriso per il fatto che spicchi in un gioco antiquato, a cui nessuno gioca più.